# Pablo Andújar
Pablo Andújar Alba (Cuenca, 23 januari 1986) is een professioneel tennisser uit Spanje. Andújar speelt al tennis sinds zijn 6de. In zijn carrière won hij vier ATP-toernooien en vijf Challengers en verschillende ITF-toernooien.

## Palmares
| Legenda                       | Legenda               |
| ----------------------------- | --------------------- |
| Grand Slam                    |                       |
| Olympische Spelen             |                       |
| tot 2009                      | vanaf 2009            |
| Tennis Masters Cup            | ATP Finals            |
| ATP Masters Series            | ATP Tour Masters 1000 |
| ATP International Series Gold | ATP Tour 500          |
| ATP International Series      | ATP Tour 250          |

### Enkelspel
| Nr.                  | Datum             | Toernooi       | Ondergrond | Tegenstander in finale | Score            | Details |
| -------------------- | ----------------- | -------------- | ---------- | ---------------------- | ---------------- | ------- |
| Gewonnen finales     |                   |                |            |                        |                  |         |
| 1.                   | 10 april 2011     | ATP Casablanca | Gravel     | Potito Starace         | 6–1, 6–2         | Details |
| 2.                   | 14 april 2012     | ATP Casablanca | Gravel     | Albert Ramos           | 6-1, 7-6         | Details |
| 3.                   | 21 juli 2014      | ATP Gstaad     | Gravel     | Juan Mónaco            | 6-3, 7-5         | Details |
| 4.                   | 15 april 2018     | ATP Marrakesh  | Gravel     | Kyle Edmund            | 6-2, 6-2         | Details |
| Verloren finales     |                   |                |            |                        |                  |         |
| 1.                   | 26 september 2010 | ATP Boekarest  | Gravel     | Juan Ignacio Chela     | 5–7, 1–6         | Details |
| 2.                   | 17 juli 2011      | ATP Stuttgart  | Gravel     | Juan Carlos Ferrero    | 4–6, 0–6         | Details |
| 3.                   | 25 september 2011 | ATP Boekarest  | Gravel     | Florian Mayer          | 3-6, 1–6         | Details |
| 4.                   | 26 april 2015     | ATP Barcelona  | Gravel     | Kei Nishikori          | 4-6, 4-6         | Details |
| 5.                   | 14 april 2019     | ATP Marrakesh  | Gravel     | Benoît Paire           | 2-6, 3-6         | Details |
| Gewonnen challengers |                   |                |            |                        |                  |         |
| 1.                   | 17 juli 2006      | Rimini         | Gravel     | Werner Eschauer        | 3-6, 6-1, 7-5    |         |
| 2.                   | 7 augustus 2006   | Vigo           | Gravel     | Fernando Vicente       | 7-5, 7-6         |         |
| 3.                   | 24 augustus 2008  | San Sebastian  | Gravel     | Rubén Ramírez Hidalgo  | 6-4, 6-1         |         |
| 4.                   | 25 juli 2010      | Orbetello      | Gravel     | Édouard Roger-Vasselin | 6-4, 6-3         |         |
| 5.                   | 7 april 2018      | Alicante       | Gravel     | Alex de Minaur         | 7-6(5), 6-1      |         |
| 6.                   | 7 oktober 2018    | Florence       | Gravel     | Marco Trungelliti      | 7-5, 6-3         |         |
| 7.                   | 18 november 2018  | Buenos Aires   | Gravel     | Pedro Cachín           | 6-3, 6-1         |         |
| 8.                   | 31 maart 2019     | Marbella       | Gravel     | Benoît Paire           | 4-6, 7-6(6), 6-4 |         |
| 9.                   | 7 april 2019      | Alicante       | Gravel     | Pedro Martinez         | 6-3, 3-6, 6-4    |         |
| 10.                  | 9 juni 2019       | Prostejov      | Gravel     | Attila Balazs          | 6-2, 7-5         |         |

### Dubbelspel
| Nr.                          | Datum             | Toernooi            | Ondergrond | Partner                | Tegenstander in finale                   | Score             | Details |
| ---------------------------- | ----------------- | ------------------- | ---------- | ---------------------- | ---------------------------------------- | ----------------- | ------- |
| Verloren finales herendubbel |                   |                     |            |                        |                                          |                   |         |
| 1.                           | 13 februari 2011  | ATP Costa do Sauípe | Gravel     | Daniel Gimeno Traver   | Marcelo Melo Bruno Soares                | 6-7(4), 3-6       | Details |
| 2.                           | 5 februari 2012   | ATP Santiago        | Gravel     | Carlos Berlocq         | Frederico Gil Daniel Gimeno Traver       | 6-1, 5-7, [10-12] | Details |
| 3.                           | 25 augustus 2012  | ATP Winston-Salem   | Hardcourt  | Leonardo Mayer         | Santiago González Scott Lipsky           | 3-6, 6-4, [2-10]  | Details |
| 4.                           | 22 juli 2013      | ATP Gstaad          | Gravel     | Guillermo García López | Jamie Murray John Speers                 | 3-6, 4-6          | Details |
| 5.                           | 16 februari 2015  | ATP Rio de Janeiro  | Gravel     | Oliver Marach          | Martin Kližan Philipp Oswald             | 6-7(3), 4-6       | Details |
| 6.                           | 23 februari 2015  | ATP Buenos Aires    | Gravel     | Oliver Marach          | Jarkko Nieminen André Sá                 | 6-4, 4-6, [7-10]  | Details |
| Gewonnen finales challengers |                   |                     |            |                        |                                          |                   |         |
| 1.                           | 10 juli 2006      | Mantova             | Gravel     | Marcel Granollers      | Alessandro Motti Daniel Muñoz de la Nava | 6-3, 5-7, [10-7]  |         |
| 2.                           | 7 augustus 2006   | Vigo                | Gravel     | Marcel Granollers      | Augustin Genesse Horacio Zeballos        | 7-6(4), 6-1       |         |
| 3.                           | 11 september 2006 | Sevilla             | Gravel     | Marcel Granollers      | Hugo Armando Carlos Poch-Gradin          | 4-6, 6-3, [10-8]  |         |
| 4.                           | 22 februari 2010  | Meknes              | Gravel     | Flavio Cipolla         | Oleksandr Dolgopolov Artem Smirnov       | 6-2, 6-2          |         |

## Prestatietabel
| Legenda | Legenda                          |
| ------- | -------------------------------- |
| g.t.    | geen toernooi gehouden           |
| l.c.    | lagere categorie                 |
| –       | niet deelgenomen                 |
| G       | uitgeschakeld in de groepsfase   |
| 1R      | uitgeschakeld in de eerste ronde |
| 2R      | uitgeschakeld in de tweede ronde |
| 3R      | uitgeschakeld in de derde ronde  |
| 4R      | uitgeschakeld in de vierde ronde |
| KF      | uitgeschakeld in de kwartfinale  |
| HF      | uitgeschakeld in de halve finale |
| F       | de finale verloren               |
| W       | het toernooi gewonnen            |
| w-v     | winst/verlies-balans             |

### Prestatietabel grand slam, enkelspel
| Grandslamtoernooien  |      |      |      |      |      |      |      |      |      |      |      |      |      |      |      |
| Australian Open      | –    | 1R   | –    | 1R   | 2R   | 1R   | 2R   | 1R   | 1R   | –    | –    | 1R   | 1R   | 2R   | 3R   |
| Roland Garros        | 2R   | 2R   | 2R   | 2R   | 2R   | 1R   | 1R   | 3R   | –    | –    | 1R   | 1R   | 1R   | 2R   |      |
| Wimbledon            | –    | 1R   | –    | 1R   | 1R   | 1R   | 1R   | 3R   | –    | –    | –    | 1R   | g.t. | 2R   |      |
| US Open              | 1R   | –    | –    | –    | 2R   | 2R   | 2R   | 1R   | –    | –    | –    | 4R   | 1R   | 3R   |      |
| ATP Masters 1000     |      |      |      |      |      |      |      |      |      |      |      |      |      |      |      |
| Indian Wells         | –    | –    | –    | 1R   | 4R   | 2R   | 2R   | 1R   | –    | –    | –    | –    | g.t. | 1R   | 1R   |
| Miami                | –    | –    | –    | 3R   | 1R   | 1R   | –    | 1R   | –    | –    | –    | 2R   | g.t. | –    |      |
| Monte Carlo          | –    | –    | –    | –    | 2R   | 2R   | 2R   | –    | –    | –    | –    | –    | g.t. | 1R   | –    |
| Hamburg              | –    | l.c. | l.c. | l.c. | l.c. | l.c. | l.c. | l.c. | l.c. | l.c. | l.c. | l.c. | l.c. | l.c. | l.c. |
| Madrid               | –    | –    | –    | 1R   | 1R   | HF   | 1R   | 1R   | –    | –    | 1R   | –    | g.t. | 1R   |      |
| Rome                 | –    | –    | –    | –    | 1R   | –    | 1R   | –    | –    | –    | –    | –    | –    | –    |      |
| Montreal/Toronto     | –    | –    | –    | 1R   | 2R   | 2R   | –    | 2R   | –    | –    | –    | –    | g.t. | –    |      |
| Cincinnati           | –    | –    | –    | –    | 3R   | 1R   | –    | 1R   | –    | –    | –    | –    | –    | –    |      |
| Shanghai             | l.c. | –    | –    | 1R   | 1R   | 2R   | 1R   | –    | –    | –    | –    | –    | g.t. | g.t. |      |
| Parijs               | –    | –    | –    | –    | 1R   | 2R   | 1R   | –    | –    | –    | –    | –    | 1R   | –    |      |
| Olympische Spelen    |      |      |      |      |      |      |      |      |      |      |      |      |      |      |      |
| Olympische Spelen    | –    | g.t. | g.t. | g.t. | –    | g.t. | g.t. | g.t. | –    | g.t. | g.t. | g.t. | g.t. | 1R   | g.t. |
| Statistieken         |      |      |      |      |      |      |      |      |      |      |      |      |      |      |      |
| Totaal aantal titels | 0    | 0    | 0    | 1    | 1    | 0    | 1    | 0    | 0    | 0    | 1    | 0    | 0    | 0    |      |
| Eindejaarsranking    | 101  | 160  | 71   | 46   | 42   | 48   | 41   | 64   | 432  | 1694 | 82   | 64   | 60   |      |      |

### Prestatietabel grand slam, dubbelspel
| Grandslamtoernooien  |     |      |      |      |    |      |      |      |     |      |      |      |      |    |      |
| Australian Open      | –   | –    | –    | 2R   | 2R | 1R   | 1R   | 2R   | 3R  | –    | 3R   | –    | 1R   | 1R | 3R   |
| Roland Garros        | –   | –    | –    | 2R   | 1R | 1R   | 1R   | 2R   | –   | –    | –    | –    | –    | HF |      |
| Wimbledon            | –   | –    | –    | 1R   | 1R | 1R   | –    | 1R   | –   | –    | –    | –    | g.t. | –  |      |
| US Open              | 1R  | –    | –    | 2R   | 2R | 1R   | 1R   | –    | –   | –    | –    | 1R   | –    | –  |      |
| Olympische Spelen    |     |      |      |      |    |      |      |      |     |      |      |      |      |    |      |
| Olympische Spelen    | –   | g.t. | g.t. | g.t. | –  | g.t. | g.t. | g.t. | –   | g.t. | g.t. | g.t. | g.t. | 1R | g.t. |
| Statistieken         |     |      |      |      |    |      |      |      |     |      |      |      |      |    |      |
| Totaal aantal titels | 0   | 0    | 0    | 0    | 0  | 0    | 0    | 0    | 0   | 0    | 0    | 0    | 0    | 0  |      |
| Eindejaarsranking    | 269 | 311  | 226  | 118  | 74 | 170  | 232  | 95   | 303 | —    | 267  | —    | 502  |    |      |